# Gouvernement Muzito I
Pour les articles homonymes, voir Gouvernement Muzito.
Troisième République
Gizenga II Muzito II
Le gouvernement Muzito I est formé en république démocratique du Congo du 26 octobre 2008 jusqu’au remaniement du 19 février 2010.

## Contexte
À la suite de la démission du Premier ministre Antoine Gizenga le 25 septembre 2008, le président de la République, Joseph Kabila a nommé Adolphe Muzito, ministre du Budget sortant et membre du PArti Lumumbiste Unifié (PALU), au poste de Premier ministre. Son gouvernement est nommé le 26 octobre 2008.
Le gouvernement subit un remaniement le 19 février 2010, à la suite de l’ordonnance n° 10/025.

## Composition
Le gouvernement est composé de 37 ministres et 17 vice-ministres, comme suit:

### Premier ministre
| Image | Fonction         | Nom                   |
| ----- | ---------------- | --------------------- |
|       | Premier ministre | Adolphe Muzito (PALU) |

### Vice-Premiers ministres
| Image | Fonction                | Nom                                     |
| ----- | ----------------------- | --------------------------------------- |
|       | Besoins sociaux de base | Mobutu Nzanga (UDEMO)                   |
|       | Reconstruction          | Émile Bongeli Yeikeo Ya Ato (PPRD)      |
|       | Sécurité et Défense     | Symphorien Mutombo Bakafwa Nsenda (PAR) |

### Ministres
| Image | Fonction                                                  | Nom                                  |
| ----- | --------------------------------------------------------- | ------------------------------------ |
|       | Affaires étrangères                                       | Alexis Thambwe Mwamba                |
|       | Affaires foncières                                        | Maj Kisimba Ngoy (UNAFEC)            |
|       | Affaires sociales                                         | Barthélemy Botswali Lengomo (CODELI) |
|       | Agriculture                                               | Norbert Basengezi                    |
|       | Budget                                                    | Michel Lokola                        |
|       | Communication et Médias                                   | Lambert Mende Omalanga (CCU)         |
|       | Coopération internationale et régionale                   | Raymond Tshibanda                    |
|       | Culture et Arts                                           | Esdras Kambale (DCF/COFEDEC)         |
|       | Décentralisation et Aménagement du territoire             | Antipas Mbusa (RCD/K/ML)             |
|       | Défense nationale et Anciens Combattants                  | Charles Mwando Nsimba (UNADEF)       |
|       | Développement rural                                       | Kpaki Adiri                          |
|       | Droits humains                                            | Upio Kakura Wapol                    |
|       | Économie et Commerce                                      | André-Philippe Futa (PANU)           |
|       | Emploi, Travail et Prévoyance sociale                     | Ferdinand Kambere                    |
|       | Énergie                                                   | Laurent Muzangisa                    |
|       | Environnement et Tourisme                                 | José Endundo Bononge (PDC)           |
|       | EPSP (Enseignement primaire, secondaire et professionnel) | Maker Mwangu (PPRD)                  |
|       | ESU (Enseignement supérieur, universitaire)               | Léonard Mashako Mamba                |
|       | Finances                                                  | Athanase Matenda Kyelu (Indépendant) |
|       | Fonction publique                                         | Michel Botoro                        |
|       | Genre et Famille                                          | Marie-Ange Lukiana Mufwankolo (PPRD) |
|       | Hydrocarbures                                             | René Isekemanga Nkeka                |
|       | Industrie                                                 | Simon Mboso Kiamputu (ARC)           |
|       | Infrastructures et Travaux publics                        | Pierre Lumbi (MSR)                   |
|       | Intérieur et Sécurité                                     | Célestin Mbuyu Kabango               |
|       | Jeunesse et Sports                                        | Patrick Sulubika                     |
|       | Justice                                                   | Luzolo Bambi                         |
|       | Mines                                                     | Martin Kabwelulu (PALU)              |
|       | Plan                                                      | Olivier Kamitatu (ARC)               |
|       | PME (Petites et Moyennes Entreprises)                     | Claude Nyamugabo Bazibuhe            |
|       | Portefeuille                                              | Jeannine Mabunda Lioko (PPRD)        |
|       | PTT (Postes, Téléphones et Télécommunications)            | Louise Munga Mesozi (PPRD)           |
|       | Recherche scientifique                                    | Mititiho Apata                       |
|       | Relations avec le Parlement                               | Adolphe Lumanu (PPRD)                |
|       | Santé publique                                            | Mopipi Mukulumanya                   |
|       | Transports et Voies de communication                      | Matthieu Mpika                       |
|       | Urbanisme et Habitat                                      | Generose Lushiku Muya                |

### Vice-ministres
| Image | Fonction                       | Nom                            |
| ----- | ------------------------------ | ------------------------------ |
|       | Affaires étrangères            | Ignace Gata Mavinga            |
|       | Budget                         | Alain Lubamba wa Lubamba       |
|       | Congolais de l’étranger        | Colette Tshomba Ntundu         |
|       | Défense et Anciens Combattants | Oscar Massamba                 |
|       | Développement rural            | Willy Mubobo Nzamba            |
|       | Enseignement professionnel     | Arthur Sedea Ngamo Zabusu      |
|       | ESU                            | Bokele Djema                   |
|       | Finances                       | César Lubamba Ngimbi           |
|       | Hydrocarbures                  | Gustave Beya                   |
|       | Justice                        | Jean Collins Musonda Kalusambo |
|       | Mines                          | Kasongo Shomary                |
|       | Intérieur                      | Zéphyrin Mungongo              |
|       | Travaux publics                | Gervais Ntiriminerwa           |